# 신어초등학교
신어초등학교(神魚初等學校)는 대한민국 경상남도 김해시에 있는 공립 초등학교이다.

## 연혁
- 1993년 3월 1일 : 개교